# Саратовское высшее военное инженерное училище радиационной, химической и биологической защиты

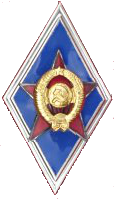
Нагрудный знак,
ВС СССР,
за окончание военно-учебного заведения — высших военных училищ и военных институтов.

Саратовское высшее военное инженерное училище радиационной, химической и биологической защиты имени Героя Российской Федерации, Героя Труда Российской Федерации генерал-лейтенанта И. А. Кириллова — высшее военно-учебное заведение, основанное 15 июня 1932 года, осуществлявшее подготовку офицерских кадров для химических  войск Вооружённых Сил СССР и войск радиационной, химической и биологической защиты Вооружённых Сил Российской Федерации.
День годового праздника — 14 февраля.

## История

### Советский период
Саратовское военный институт биологической и химической безопасности ведет свою историю от Калининской военно-химической школы, которая была создана 15 июня 1932 года для подготовки среднего командного и технического состава для химических войск РККА со сроком обучения три года, училищем в предвоенные годы руководили опытные военачальники, в том числе будущий генерал-полковник начальник химических войск Министерства обороны  СССР И. Ф. Чухнов. В 1937 году Калининская военно-химическая школа была преобразована в Калининское военное училище химической защиты РККА, для подготовки командных и технико-химических кадров для противохимической защиты миномётных частей РККА. В 1941 году в начальный период Великой Отечественной войны училище передислоцировано в город Кострому.
15 февраля 1942 года Приказом Народного комиссара обороны СССР начато сформирование в Саратове, военного училища, в последствии ставшего базой  Саратовского училища химических войск, и вновь формируемое училище (учебное формирование), согласно Приказа Народного комиссара обороны Союза ССР № 0194 «О присвоении наименований вновь формируемым военным училищам Красной Армии», от 17 марта 1942 года, получило полное действительное наименование — Саратовское военное пехотное училище Красной Армии. В одно время его начальником был назначен полковник И. С. Гогунов. В 1942 году все выпускники училища в количестве семьсот семьдесят одного человека после окончания училища были направлены в действующую армию на фронт в основном на Сталинградский.  
18 мая 1954 года Постановлением Совета Министров СССР и директивой Генерального штаба Вооружённых сил СССР № 7/64760 «в целях обеспечения Советской Армии офицерскими кадрами химических войск» на базе Саратовского военного пехотного училища было создано Саратовское училище химических войск предназначенное для подготовки офицеров — командиров взводов и техников химиков-аналитиков для химических войск. 7 октября 1965 года Саратовское училище химических войск было переименовано в военно-химическое училище. 31 января 1968 года приказом министра обороны СССР № 19 Саратовское военно-химическое училище было перепрофилировано в высшее военно-химическое командное училище, со сроком обучения четыре года. 
23 мая 1973 года Приказом  Министра обороны СССР № 90 высшее военно-химическое командное училище было перепрофилировано в Саратовское высшее военное инженерное училище химической защиты, которое начало заниматься подготовкой офицеров инженеров-химиков со сроком обучения пять лет и в этом же году в структуру училища был переведён специальный инженерный факультет. 1 июля 1984 года Постановлением Совета Министров СССР № 237-64 в структуру училища был включён инженерный факультет радиационной безопасности, численностью двести сорок курсантов. В 1986 году преподаватели и курсанты училища в количестве двести сорок семь человек были участниками ликвидации последствий аварии на Чернобыльской АЭС.

### Постсоветский период
29 августа 1998 года Постановлением Правительства Российской Федерации № 1009 Саратовское высшее военное инженерное училище химической защиты было преобразовано в Саратовский военный институт радиационной, химической и биологической защиты с присоединением к нему Центра Министерства обороны Российской Федерации по подготовке специалистов для объектов по уничтожению запасов химического оружия.
В 2001 году решением Правительства Российской Федерации Саратовский военный институт радиационной, химической и биологической защиты был выведен из состава войск РХБ защиты и был преобразован в Саратовский военный институт биологической и химической безопасности с подчинением Федеральному управлению по безопасному хранению и уничтожению химического оружия.
24 декабря 2008 года распоряжением Правительства Российской Федерации № 1951-р Саратовский военный институт биологической и химической безопасности был включён в структуру Военной академии РХБ защиты. 24 августа 2009 года Саратовский военный институт биологической и химической безопасности был ликвидирован.
3 апреля 2025 года Распоряжением Председателя Правительства Михаила Мишустина от 2 апреля 2025 года № 772-р в Саратове было официально открыто высшее военное инженерное училище радиационной, химической и биологической защиты имени Героя Российской Федерации, Героя Труда Российской Федерации генерал-лейтенанта И. А. Кириллова.

## Территория училища
До образования училища в районе современной Стрелки (Кировский район города Саратов) располагался Спасо-Преображенский мужской монастырь: изначально он был основан около 1680 года в 4 км к северо-западу от Саратова у подошвы Лысой или Алтынной горы, но после крупного пожара 1811 года монастырь перенесли на новое место. Его закрыли после Октябрьской революции и разобрали в начале 1930-х годов, передав их для нужд военных. В 1994 году в сохранившемся храмовом здании была обустроена церковь.
24 сентября 2010 года распоряжением Правительства Российской Федерации № 1593-р земли и здания учебного заведения были переданы Саратовской епархии. На месте полигона училища, находившегося на границе Ленинского и Гагаринского районов города (возле посёлков Соколовый и Жасминный) началось строительство Столыпинского индустриального парка. 22 августа 2024 года председатель Госдумы Вячеслав Володин посетил с губернатором Саратовской области Романом Бусаргиным Спасо-Преображенский мужской монастырь и поднял вопрос о возможности возрождения училища.

## Руководители
Калининская военно-химическая школа — Калининское военное училище химической защиты РККА
- 1932—1935 — военинженер 1-го ранга Н. И. Озерский
- 1935—1937 — военинженер 1-го ранга И. В. Индюшкин
- 1937—1940 — бригадный комиссар И. Ф. Чухнов

Саратовское военное пехотное училище
- 1942—1945 — генерал-майор И. С. Гогунов
- 1946—1947 — генерал-майор Я. А. Мартыненко
- 1947—1951 — генерал-майор В. Ф. Стенин
- 1951—1954 — генерал-майор Д. И. Загребин

Саратовское училище химических войск — Саратовское военно-химическое училище — Саратовское высшее военно-химическое командное училище — Саратовское высшее военное инженерное училище химической защиты
- 1954—1960 — генерал-майор технических войск А. Г. Гайдамак
- 1960—1966 — генерал-майор В. Д. Подлужный
- 1966—1975 — генерал-майор П. Г. Кузнецов
- 1975—1981 — генерал-майор Н. С. Щербаков
- 1981—1991 — генерал-майор В. К. Шевцов
- 1991—1996 — генерал-майор В. А. Ульянов
- 1996—1999 — генерал-майор А. В. Шатохин

Саратовский военный институт радиационной, химической и биологической защиты — Саратовский военный институт биологической и химической безопасности
- 1999—2009 — генерал-майор Н. П. Шебанов

## Известные выпускники и преподаватели
См. также Выпускники Саратовского высшего военного инженерного училища химической защиты
- Белов Михаил Иванович — советский военачальник, генерал-майор, начальник Тамбовского высшего военного командного училища химической защиты в 1988―2003 годах.
- Быков Василь Владимирович — белорусский и советский писатель, общественный деятель, участник Великой Отечественной войны, член Союза писателей СССР.
- Капашин Валерий Петрович — российский военный деятель и государственный деятель, генерал-полковник, начальник Федерального управления по безопасному хранению и уничтожению химического оружия с 2001 года.
- Кудрявцев Иван Сергеевич — советский военачальник, генерал-майор, участник Великой Отечественной войны, начальник химических войск Приволжского военного округа в 1973―1983 годах.
- Кучинский Евгений Владимирович — российский военный деятель, генерал-майор, профессор, начальник Военной академии РХБ защиты имени Тимошенко в 2007—2012 годы, начальника Управления военного образования Министерства обороны — заместитель начальника Главного управления кадров Министерства обороны.
- Овчинников Владимир Иванович — советский живописец-пейзажист, участник Великой Отечественной войны, член Ленинградской организации Союза художников РСФСР.
- Панфилов Александр Вячеславович — российский военный деятель, генерал-майор ВС РФ, участник Второй Чеченской войны, Герой Российской Федерации.
- Петров Станислав Вениаминович — советский и российский военачальник, генерал-полковник, доктор военных наук, начальник  химических войск Министерства обороны СССР (1989—1992), начальник Войск РХБ защиты Вооружённых сил РФ (1992—2001).
- Пшеничников Николай Андреевич — советский военнослужащий, старший лейтенант, участник Великой Отечественной войны, Герой Советского Союза.
- Серков Иван Иванович — подполковник МВД СССР, участник Великой Отечественной войны, Герой Советского Союза.
- Стенин Владимир Филиппович — советский военачальник, генерал-майор, участник Великой Отечественной войны, начальник Саратовского пехотного училища в 1947―1951 годах, Герой Советского Союза.
- Тодоровский Пётр Ефимович — советский и российский кинооператор, кинорежиссёр, сценарист, кинокомпозитор, актёр, народный артист РСФСР, участник Великой Отечественной войны.
- Тухаринов Юрий Владимирович — советский военачальник, генерал-полковник, первый заместитель командующего войсками Туркестанского военного округа.
- Холстов Виктор Иванович — российский военный деятель и государственный деятель, генерал-полковник, академик РАЕН, начальник войск радиационной, химической и биологической защиты Вооруженных Сил Российской Федерации в 2000-2003 годы, генеральный директор Российского агентства по боеприпасам в 2003-2004 годы, заместитель руководителя Федерального агентства по промышленности в 2004-2008 годы, директор Департамента реализации конвенционных обязательств Министерства промышленности и торговли Российской Федерации в 2008-2017 годы.
- Чугунов Александр Павлович — советский и российский учёный-правовед, кандидат юридических наук, Приволжский транспортный прокурор в 1980―1990 годах, участник Великой Отечественной войны, государственный советник юстиции 3-го класса, заслуженный юрист РСФСР.